# Horseed FC
Horseed Football Club w skrócie Horseed FC – somalijski klub piłkarski, grający w pierwszej lidze somalijskiej, mający siedzibę  w mieście Mogadiszu.

## Sukcesy
- I liga[1]
  - mistrzostwo (10): 1972, 1973, 1974, 1976, 1977, 1978, 1979, 1980, 2021, 2024.

- Puchar Somalii[2]
  - zwycięstwo (3): 1982, 1983, 1987.

## Występy w afrykańskich pucharach
| Sezon     | Rozgrywki           | Runda   | Kraj     | Klub                | Dom | Wyjazd | Dwumecz |
| --------- | ------------------- | ------- | -------- | ------------------- | --- | ------ | ------- |
| 2020/2021 | Puchar Konfederacji | wstępna | Libia    | Al-Ittihad Trypolis | 0–3 | 1–4    | 1–7     |
| 2021/2022 | Puchar Konfederacji | wstępna | Tanzania | Azam FC             | 0–1 | 1–3    | 1–4     |

## Stadion
Domowe mecze klub rozgrywa na stadionie o nazwie Banadir Stadium w Mogadiszu, który może pomieścić 10000 widzów.